# Crary
Crary è un centro abitato (city) degli Stati Uniti d'America, situato nella Contea di Ramsey nello Stato del Dakota del Nord. Nel censimento del 2000 la popolazione era di 149 abitanti. La città è stata fondata nel 1884.

## Geografia fisica
Secondo i rilevamenti dell'United States Census Bureau, la località di Crary si estende su una superficie di 2,40 km², tutti occupati da terre.

## Popolazione
Secondo il censimento del 2000, a Crary vivevano 149 persone, ed erano presenti 42 gruppi familiari. La densità di popolazione era di 65,5 ab./km². Nel territorio comunale si trovavano 54 unità edificate. Per quanto riguarda la composizione etnica degli abitanti, il 96,64% era bianco, il 2,68% era nativo e lo 0,67% apparteneva a due o più razze.
Per quanto riguarda la suddivisione della popolazione in fasce d'età, il 33,6% era al di sotto dei 18, l'8,7% fra i 18 e i 24, il 30,9% fra i 25 e i 44, il 18,8% fra i 45 e i 64, mentre infine l'8,1% era al di sopra dei 65 anni di età. L'età media della popolazione era di 32 anni. Per ogni 100 donne residenti vivevano 119,1 maschi.